# شهرستان مک‌نایری (تنسی)
شهرستان نایری، تنسی (به انگلیسی: McNairy County, Tennessee) یک سکونتگاه مسکونی در ایالات متحده آمریکا است که در تنسی واقع شده‌است.

## خصوصیات
شهرستان نایری ۱٬۴۵۳ کیلومترمربع مساحت دارد.